# Pedro Zorrilla Martínez
Pedro Gregorio Zorrilla Martínez (Monterrey, Nuevo León; 30 de julio de 1933 - Ciudad de México, Distrito Federal, 18 de diciembre de 1999), fue un abogado, administrador y político mexicano, miembro del Partido Revolucionario Institucional, que se desempeñó como gobernador del estado de Nuevo León. Fue presidente y fundador del INAP.

## Datos biográficos
Nació en Monterrey el 30 de julio de 1933, siendo el mayor de los seis hijos del matrimonio formado por Pedro Zorrilla Gómez, originario de Ciudad Victoria, Tamaulipas, y de María Aurora Martínez Lozano, de Monterrey. Fue su abuelo materno el Dr. Gregorio D. Martínez, quien fuera alcalde de Monterrey en 1913; fue primo hermano del Lic. Julio Camelo Martínez (quien también fue alcalde de Monterrey entre 1972 y 1973) y del Dr. Manuel Gregorio Camelo Martínez.
Licenciado en Derecho por la Universidad Nacional Autónoma de México y doctor en la misma especialidad y en administración pública por la Universidad de París. Estudió también en la London School of Economics. Fue catedrático de la UNAM.
Se desempeñó en el Programa Nacional Fronterizo de México. Fue subdirector jurídico de la Presidencia de la República; también secretario general de gobierno en el estado de Tamaulipas. Fue director general de población de la Secretaría de Gobernación y se desempeñó también como oficial mayor del gobierno del Distrito Federal. Fue elegido gobernador de Nuevo León postulado por el PRI y ejerció el cargo de 1973 a 1979. El 4 de octubre inició su cargo como gobernador de Nueva León.
Hay una biblioteca pública que en su honor que lleva su nombre.

## Obra
Escribió varias obras sobre la administración pública en México, entre las cuales:
- Responsabilidad Política y responsabilidad administrativa
- La administración federal y su mejoramiento en México